# Nanam-guyŏk
Nanam-guyŏk är ett grannskap i Nordkorea.   Det ligger i provinsen Hambuk, i den nordöstra delen av landet, 400 km nordost om huvudstaden Pyongyang.